# Parole (Maryland)
Pour les articles homonymes, voir Parole (homonymie).
Parole est une census-designated place située dans le comté d'Anne Arundel, dans l’État du Maryland, aux États-Unis. Lors du recensement de 2020, elle comptait 17 877 habitants.